# Fernsehturm Kopitoto
Der Fernsehturm Kopitoto (offizielle Bezeichnung: Komplexes Radio-Fernsehzentrum „Witoscha“; bulg. Комплексен радио-телевизионен център „Витоша“; abgekürzt: KRTZ Witoscha - Kopitoto; bulg. КРТЦ Витоша - Копитото) ist ein 186 Meter hoher Fernsehturm auf der gleichnamigen 1.348 Meter hohen Felsspitze Kopitoto (deutsch: der Huf) südwestlich von Sofia im Witoschagebirge. Nach dem Fernsehturm Russe ist er der zweithöchste Fernsehturm Bulgariens.

## Geschichte
Der Turm wurde 1985 errichtet und übernahm die Ausstrahlung der Funk- und Fernsehprogramme, für die bis dahin der im Stadtgebiet befindliche alte Fernsehturm Sofia genutzt worden war. Wie der alte Fernsehturm wurde dieser Turm vom Architekten Ljuben Podponew in Zusammenarbeit mit Stefan Tilew entworfen. Ingenieur war Iwan Jantachtow.

## Beschreibung
Der Stahlbetonturm verfügt am Fuße des hexagonalen Turmschaftes und am oberen Ende über zwei getrennte Turmkörbe mit ebenfalls hexagonalem Grundriss. Dazwischen befinden sich ringartig um den Schaft vier Antennenplattformen, die Richtfunkantennen Platz bieten. Der Betonschaft ragt bis in eine Höhe von 108 Metern hinauf. An der Spitze des 17-stöckigen Stahlbetonschafts befindet sich eine Stahlantenne in weiß-roter Signalbemalung.